# Raumo å
Raumanjoki eller Kanaali, lokalt  Kanali eller Rauman Kanali är ett vattendrag i Finland.  Det ligger i Staden Raumo  i landskapet Satakunta, i den sydvästra delen av landet, 210 km nordväst om huvudstaden Helsingfors och tillhör Raumanjoki–Pitkäjärvi avrinningsområde. Ån har sin början i insjön Äyhönjärvi öster om Raumo stad och den rinner genom norra delar av den medeltida stadskärnan Gamla Raumo och den moderna stadskärnan till Raumo hamn och Bottenhavet. Namnet Kanali eller Kanaali används för den nedre delen av ån som rinner genom stadskärnan. Hela ån heter Raumanjoki.